# Энгельскбукта
Энгельскбукта (норв. Engelskbukta — «английский залив») — залив в северо-восточной части Форланнсуннета, пролива, разделяющего Землю Принца Карла и Западный Шпицберген.
Залив имеет ширину около 1,5 км. Получил своё название из-за того, что залив посещали английские китобои в начале XVII века.